# لیونی دوکه

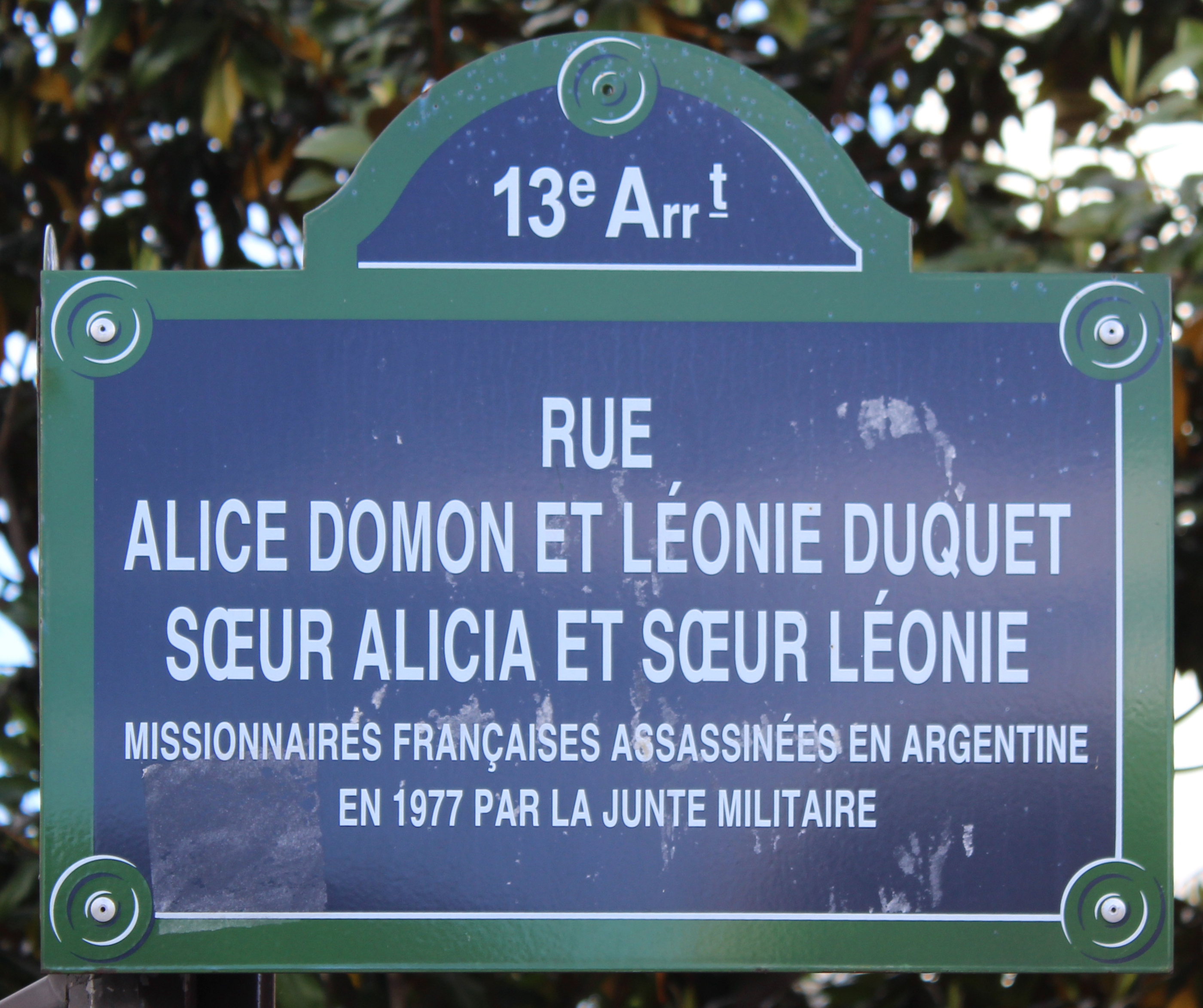
یادبود دو راهبه فرانسوی در فرانسه، خیابان آلیس-دومون-و-لونیه-دویک، پاریس.

لیونی دوکه (انگلیسی: Léonie Duquet)؛ (زادهٔ: ۹ آوریل ۱۹۱۶ - درگذشته: ۱ دسامبر ۱۹۷۷) یک راهبه فرانسوی بود. او با یک خواهر راهبه فرانسوی به نام آلیس دومون کار می‌کرد و بعد از فعالیت با مادران میدان مایو در دسامبر ۱۹۷۷ به دستور خورخه رافائل ویدلا رئیس‌جمهور آرژانتین توسط آلفردو آستیز که در گروه مادران میدان مایو نفوذ کرده بود به ناپدید شدن قهری وی مبادرت شد.

## ناپدید شدن
لیونی دوکه و آلیس دومون در دهه ۱۹۷۰ در محله‌های فقیرنشین بوئنوس آیرس کار می‌کردند و از مادران میدان مایو که در سال ۱۹۷۷ تأسیس شد، حمایت کردند. با وجود تلاش‌های مکرر فرانسه برای ردیابی این دو خواهر، دیکتاتوری نظامی آرژانتین در سال ۱۹۹۰ توسط یک دادگاه فرانسوی در پاریس محاکمه شد و معلوم شد که کاپیتان آرژانتینی آلفردو آستیز لیونی دوکه را دستگیر کرده‌است و گمان می‌رود وی در «ناپدید شدن» هر دو خواهر راهبه فرانسوی دخیل بوده‌است. او به‌طور غیابی به حبس ابد محکوم شد. در آرژانتین هنگام ریاست جمهوری خورخه رافائل ویدلا، آستیز و سایر افسران نظامی و امنیتی به موجب قوانین مصوب ۱۹۸۶ و ۱۹۸۷ از پی‌گرد قانونی مصون ماندند. این قوانین در سال ۲۰۰۳ لغو شدند و در سال ۲۰۰۵ اعمال خلاف قانون پیشین دوباره مورد بازبینی قرار گرفت. در ژوئیه ۲۰۰۵ چندین جسد در یک گور جمعی در گورستان عمومی لاوایه در ۴۰۰ کیلومتری جنوب بوئنوس آیرس کشف شد. DNA پزشکی قانونی در ماه اوت یکی از آن‌ها را لیونی دوکه معرفی کرد. آزمایش دی‌ان‌ای نشان داد که در همان قبر جمعی بقایای سه تن از مادران میدان مایو «ناپدید شده» که از بنیان‌گذاران مادران میدان مایو بودند و از دسامبر ۱۹۷۷ گم شده‌بود، پیدا شد. اما جسد آلیس دومون پیدا نشد. از زمان تأیید قتل دوکه، فرانسه در سال ۲۰۰۵ بدنبال استرداد آستیز بوده‌است. وی پس از اینکه به اتهام آدم‌ربایی و شکنجه بازداشت شد، در آرژانتین محکوم به اعدام گردید.

## زندگی‌نامه
لیونی دوکه در سال ۱۹۱۶ در لونج‌مزون فرانسه، جایی که در یک خانواده کاتولیک به دنیا آمد. او که به خدمت در کلیسا علاقه‌مند بود، به مؤسسه خواهران نوتردام در ماموریت‌های خارجی به عنوان کارآموزی پیوست. بعد از اینکه به عنوان یک راهبه سوگند یاد کرد، به خارج سفر کرد و به عنوان یک مبلغ مذهبی در سطح بین‌المللی کار کرد. دو راهبه لیونی دوکه و آلیس دومون در اوایل دهه ۱۹۷۰ به آرژانتین فرستاده شدند.

## مأموریت مذهبی و مادران میدان مایو
دوکه وقت خود را به یاری‌رسانی به فقرا اختصاص داده بود و در میان آن‌ها در استان بوینوس آیرس و همچنین در پایتخت کار می‌کرد. او در کلیسای جامع سن پابلو در راموس مخیا در قسمت جنوبی شهر زندگی کرد. او به حمایت از جنبش مادران میدان مایو که در آوریل ۱۹۷۷ آغاز به کار کرد، پرداخت. مادران می‌خواستند آن‌ها را تبلیغ کنند، کودکان را تبلیغ کنند و دولت را مجبور کنند تا از سرنوشت فرزندانشان آگاه شده یا محل دفن آن‌ها را بدانند. دیکتاتوری نظامی سیاستش سرکوب مخالفت سیاسی همرا با تروریسم گسترده دولتی بود. هزاران تن از شهروندان آرژانتینی که مخالف دولت بودند «ناپدید شده» و برخی دیگر نیز کشته شدند. در دسامبر ۱۹۷۷، دوکه دستگیر شد و در ناحیه سن پابلو راموس توسط کاپیتان دریایی آلفردو گارسیا ربوده شد.

## ربوده شدن
مدت کوتاهی پس از آن بود که آستیز یک اقدام پلیس را در کلیسای صلیب مقدس در بوئنوس آیرس علیه مادران میدان مایو پیگیری کرده بود، جایی که او ترتیبات ربودن مجموع ده نفر از ۱۳ نفر از بنیانگذاران این گروه را به همراه دو نفر دیگر از بنیانگذاران سازماندهی کرد. الیس دومون خیلی زود ربوده شد. آستیز را به دلیل قساوتش «فرشته مرگ» نام داشت، او یکی از بدنام‌ترین شکنجه‌گرها در آرژانتین بود. زندانیان را به ESMA بردند که یک بازداشتگاه سری و مرکز شکنجه و زندان بود. براساس شهادت بازماندگان، این دو خواهر و زندانیان دیگر در حدود ۱۰ روز در آنجا نگه‌داشته شدند و به شدت تحت بازجویی و شکنجه قرار گرفتند. خواهرها مجبور شدند نامه بنویسند و نامه‌های خود را به آن‌ها نشان بدهند و بگویند که در مخالفت با دولت وقت خورخه رافائل ویدلا عمل کرده‌اند. آن‌ها در مقابل یک پرچم گروه مونتونرو قرار داده و عکس گرفته بودند تا به نظر برسد آن‌ها با این گروه چریکی بوده‌اند. این عکس در مطبوعات محلی و فرانسوی منتشر شد. در اعترافات زنان شواهدی از شکنجه فیزیکی نشان دادند. اندکی پس از آن، همه این گروه از «دانشکده مکانیک افسران نیروی دریایی» منتقل شدند و به این معنی بود که همه کشته شده‌اند. گفته می‌شود لیونی دوکه توسط یک گارد ارتش بافرمان جوخه آتش کشته شده‌است. از آنجا که نه جسد او و نه جسد آلیس دومون پیدا نشد، برخی از ناظران بر این باور بودند که ممکن است این زنان در میان قربانیان کشته شده باشند، این در حالی بود که شایعاتی وجود داشت که هنوز در کنار اقیانوس در نزدیکی بوئنوس آیرس زنده هستند، در اوایل سال ۱۹۷۸، افراد ناشناسی شروع به شستشوی مقابر کنار سواحل جنوب بوینوس آیرس کردند.

## فعالیت حقوق بشری و دادخواهی از ناپدید شده‌ها
" ناپدید شدن " این دو تبعه فرانسه، توجه بین‌المللی را به خود جلب کرده بود و از آرژانتین درخواست این دو نفر را کردند. سازمان ملل متحد تحقیق دربارهٔ سو استفاده‌های حقوق بشری در آرژانتین را پیگیری کرد. فرانسه خواستار اطلاعات هر دو راهبه فرانسوی شد، ولی دولت آرژانتین همه مسئولیت آن‌ها را انکار کرد. با اینحال با وجود از دست دادن برخی از بنیانگذاران، مادران میدان مایو، آن‌ها به راهپیمایی خود ادامه دادند و در عرض یک سال صدها زن و دوست خانواده به آن‌ها پیوستند و خواستار دادخواهی از دولت شدند. راهپیمایی هفتگی و سالانه مقاومت در برابر سکوت دولت در مورد ناپدید شدگان نیز ادامه پیدا کرد.

## محاکمه آرژانتین
در طول محاکمه دانشکده مکانیک افسران نیروی دریایی، لوئیس ماریا مندیا در ژانویه ۲۰۰۷ در دادگاه آرژانتین شهادت داد که یک مأمور اطلاعاتی فرانسوی، برتراند دو پرسوال، در ربودن دوکو و دومون شرکت داشته‌است. پرسوال که امروز در تایلند زندگی می‌کند، هرگونه ارتباط با ربوده شدن راهبه‌ها را رد کرده‌است. او اعتراف کرده‌است که یکی از اعضای سابق سازمان ارتش مخفی (OAS) که توسط فرانسوی‌ها در الجزایر در طول جنگ داخلی آموزش دیده بود، پس از به پایان رسیدن قراردادش در مارس ۱۹۶۲ که جنگ الجزایر پایان یافت (۱۹۵۴–۱۹۶۲) به آرژانتین رفت.
مأموران اطلاعاتی فرانسه مدت‌ها مظنون بودند که همتایان آرژانتینی خود را در زمینه تکنیک‌های «ضد شورش» (از جمله استفاده از شکنجه در تحقیقات) آموزش داده‌اند. مستند تلویزیونی ماری مونیک رابین، جوخه‌های مرگ – مدرسه فرانسوی (۲۰۰۳)، بر اساس کتاب او، ساخته شد که در آن سرویس‌های اطلاعاتی فرانسه همتایان آرژانتینی خود را در تکنیک‌های ضد شورش آموزش داده‌اند.
لوئیس ماریا مندیا در طول شهادت خود به این فیلم به عنوان مدرک اشاره کرد و از دادگاه آرژانتین خواست تا والری ژیسکار دستن رئیس‌جمهور سابق فرانسه، مسمر نخست‌وزیر سابق فرانسه، فرانسوا د لا گورس سفیر سابق فرانسه در بوئنوس آیرس و همه مقامات را به جایگاه شهود بیاورد. در سفارت فرانسه در بوئنوس آیرس بین سالهای ۱۹۷۶ و ۱۹۸۳ به دلیل نقش آنها در تخلفات به دادگاه احضار شدند. علاوه بر این در خصوص ارتباط فرانسوی، او گفت که ایزابل پرون، رئیس دولت سابق و کارلوس روکوف و آنتونیو کافیرو وزرای سابق، که قبل از کودتای ۱۹۷۶ ویدلا «حکمات ضد براندازی» را امضا کرده بودند، سیاست و سازوکار تروریسم دولتی را تنظیم کردند. .
گراسیلا دالئو، بازمانده دانشکده مکانیک افسران نیروی دریایی، ادعاهای مندیا را تاکتیکی برای توجیه جنایاتش مشروع توصیف کرد. بر اساس قانون اطاعت واجب ۱۹۸۷ که تحت فشار ارتش تصویب شد، نظامیان و پرسنل امنیتی سطوح پایین‌تر نمی‌توانند به دلیل اجرای دستورها تحت پیگرد قانونی قرار گیرند. به‌طور مشابه، مندیا گفت که او و دیگران از «احکام ضد براندازی» ایزابل پرون اطاعت کرده‌اند (که به آنها ظاهر رسمی قانونی می‌دهد، اگرچه شکنجه توسط قانون اساسی آرژانتین ممنوع بود).
قوانین عفو ۱۹۸۶ و ۱۹۸۷ در سال ۲۰۰۳ لغو شد و در سال ۲۰۰۵ توسط دادگاه عالی آرژانتین مغایر با قانون اساسی اعلام شد. در زمان محاکمه مندیا، این قانون هیچ حمایتی از او و سایرینی که متهم به جنایات ارتکابی تحت دیکتاتوری نظامی بودند، نداشت.
در سال ۲۰۱۲، یک دادستان آرژانتینی علیه خولیو آلبرتو پوچ (es)، یک خلبان هلندی-آرژانتینی، به دلیل پرواز با هلیکوپتری که اجساد، دوکه و دومون سه زن دیگر را برای انداختن به اقیانوس اطلس حمل می‌کرد، متهم کرد.